# Grammadera forcipata
Grammadera forcipata är en insektsart som beskrevs av Rehn, J.A.G. 1907. Grammadera forcipata ingår i släktet Grammadera och familjen vårtbitare. Inga underarter finns listade i Catalogue of Life.